# Octavian Goga
Octavian Goga, (Rășinari, 1 de abril de 1881 — Ciucea, 7 de maio de 1938), foi poeta, dramaturgo, jornalista, tradutor e político fascista romeno.

## Vida
Nascido em Rășinari, perto de Sibiu, foi um ativo membro do movimento nacionalista romeno na Transilvânia e do grupo que o liderava, o Partido Nacional Romeno (PNR) na Áustria-Hungria. Antes da Segunda Guerra Mundial, foi preso pelas autoridades húngaras. Em diferentes períodos, até a união da Romênia com a Transilvânia em 1918, refugiou-se na Romênia, tornando-se conhecido nos círculos político e literário. Deixou o PNR para juntar-se ao Partido do Povo (PP), liderado pelo general Alexandru Averescu, um movimento populista criado no fim da guerra.
Foi primeiro-ministro da Romênia entre 28 de dezembro de 1937 e 10 de fevereiro de 1938, nomeado pelo rei Carol, como estratégia para reforçar seu próprio poder ditatorial. Seu curto período como primeiro-ministro ficou conhecido especialmente pela criação das primeiras leis antissemitas. Em 12 de janeiro de 1938, seu governo excluiu a cidadania romena dos judeus.